# Weihersmühle (Hilpoltstein)
Weihersmühle ist ein Gemeindeteil der Stadt Hilpoltstein im Landkreis Roth (Mittelfranken, Bayern). Weihersmühle liegt in der Gemarkung Unterrödel.

## Lage
Die Einöde liegt etwa 500 Meter südöstlich von Unterrödel rechts der Roth. Angetrieben wurde die Mühle von einem im 20. Jahrhundert trockengelegten Mühlbach, dem Rothbach. Eine Gemeindeverbindungsstraße führt von Unterrödel aus parallel zur Roth in südöstlicher Richtung zur Weihersmühle. Sie führt als Flurstraße weiter zur Kreisstraße RH 24 bei Pyras.
Die Flurgröße betrug Anfang des 19. Jahrhunderts 25 Hektar.

## Geschichte
1480 gab Johann Jahrsdorfer zu Zell bei der von ihm betriebenen Erhebung der Walburgiskapelle zu Zell zur Pfarrei den vom Eichstätter Domkapitel gekauften Kleinzehent von „Niederrödl“, wozu auch die Nußhacken-, Rothen- und Weihersmühle gehörten, dem Pfarrer zu Zell. Die mit Unterrödel seit 1505 zum neu gegründeten Territorium Pfalz-Neuburg und dort zum Pflegamt Heideck gehörende Mühle wurde mit der Pfarrei Zell im Zuge der Verpfändung der Pflegämter Heideck, Hilpoltstein und Allersberg an die Reichsstadt Nürnberg 1542 von der Reformation erfasst. 1588 sitzt auf der Mühle ein Hans Weihersmüller, nach dem die Mühle benannt wurde.
1604 wird die Mühle als „nürnbergerisch“ und im pfalz-neuburgischen Amt Hilpoltstein liegend bezeichnet. 1627 wurde die Pfarrei Zell im Zuge der Gegenreformation wieder katholisch, so dass auch die Müllerfamilie zum alten Glauben zurückkehrte.

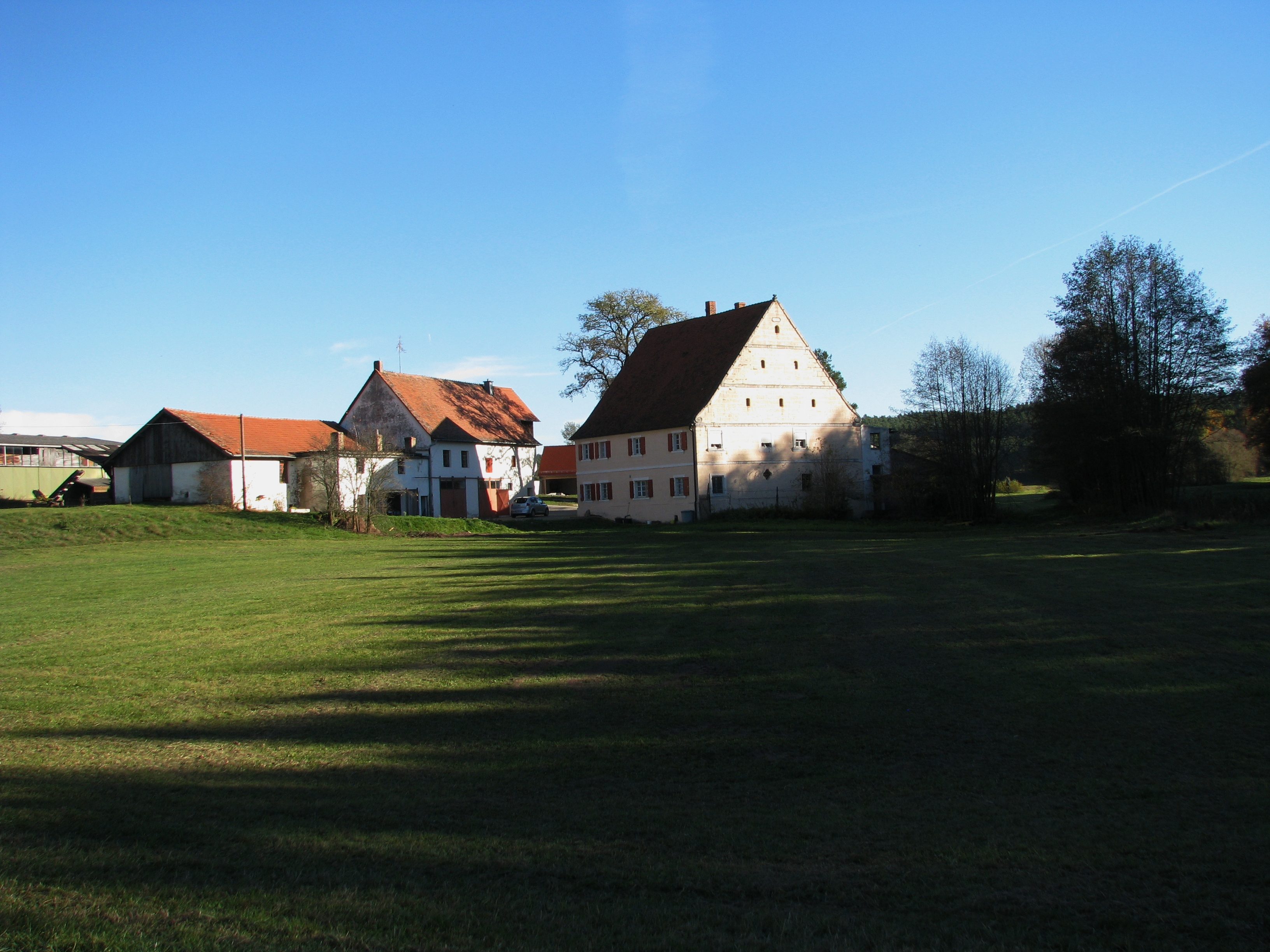
Weihersmühle

Gegen Ende des Alten Reiches, um 1800, lag die Grundherrschaft der Mühle beim St. Katharinakloster zu Nürnberg. Die hohe Gerichtsbarkeit übte das nunmehrige kurbaierische Pflegamt Hilpoltstein aus.
Im Königreich Bayern (1806) wurde der Steuerdistrikt Unterrödel gebildet, dem die Weihersmühle angehörte.  Der Müller war auch Ökonom. 1875 hatte er neben zwei Pferden 15 Stück Rindvieh.
Das heutige Sägewerk der Mühle nahm 1903 seinen Anfang mit dem Erwerb der Mühle durch die Müllerfamilie Stadlbauer. Die Mühlsteine wurden durch Walzenstühle neuer Technik ersetzt. Diese und die Säge wurden von einem Mühlrad angetrieben. Nach der Stilllegung des Mahlbetriebes wurde der Sägebetrieb ausgebaut und ein dieselgetriebenes Vollgatter in Betrieb genommen.
Im Zuge der Gemeindegebietsreform wurde die Gemeinde Unterrödel und damit auch die Weihersmühle zum 1. Januar 1972 in die Stadt Hilpoltstein eingegliedert.

## Einwohner
- 1818: 5 (2 „Feuerstellen“ = Anwesen, 1 Familie)[15]
- 1836: 8[16]
- 1861: 6 (3 Gebäude)[17]
- 1871: 10 (3 Gebäude)[18]
- 1900: 8 (1 Wohngebäude)[19]
- 1937: 6[20]
- 1950: 12 (1 Wohngebäude)[12]
- 1961: 11 (19 Wohngebäude)[21]
- 1970: 7 (1 Einödmühle)[22]
- 1987: 6 (1 Wohngebäude, 2 Wohnungen)[1]

## Baudenkmal
Das Mühlengebäude, ein zweigeschossiger verputzter Sandsteinquaderbau mit Satteldach und einseitigem Fachwerkgiebel, 1792 erbaut und 1999 renoviert, gilt als Baudenkmal.